# Kristin Bengtsson
Kristin "Kicki" Bengtsson, född 12 januari 1970 i Viksjö i Stockholms län, är en svensk före detta fotbollsspelare (försvarare). Bengtsson började sin karriär i IFK Viksjö, och spelade senare (2004-2007) för Djurgården/Älvsjö. Numera spelar hon i division 3 och från och med 2013 kommer hon ingå i Hammarbys damlags tränarstab. 

## Meriter
- VM: 1995, 1999 och 2003
  - Silver 2003
- EM: 1993, 1995, 1997 , 2001 och 2005
  - Silver 1995 Silver 2001
- OS: 1996, 2000 och 2004
- Damallsvenskan: 
  - Guld 2004

## Utmärkelser
- Diamantbollen: 1994 och 2004